# Langwieder Mühle

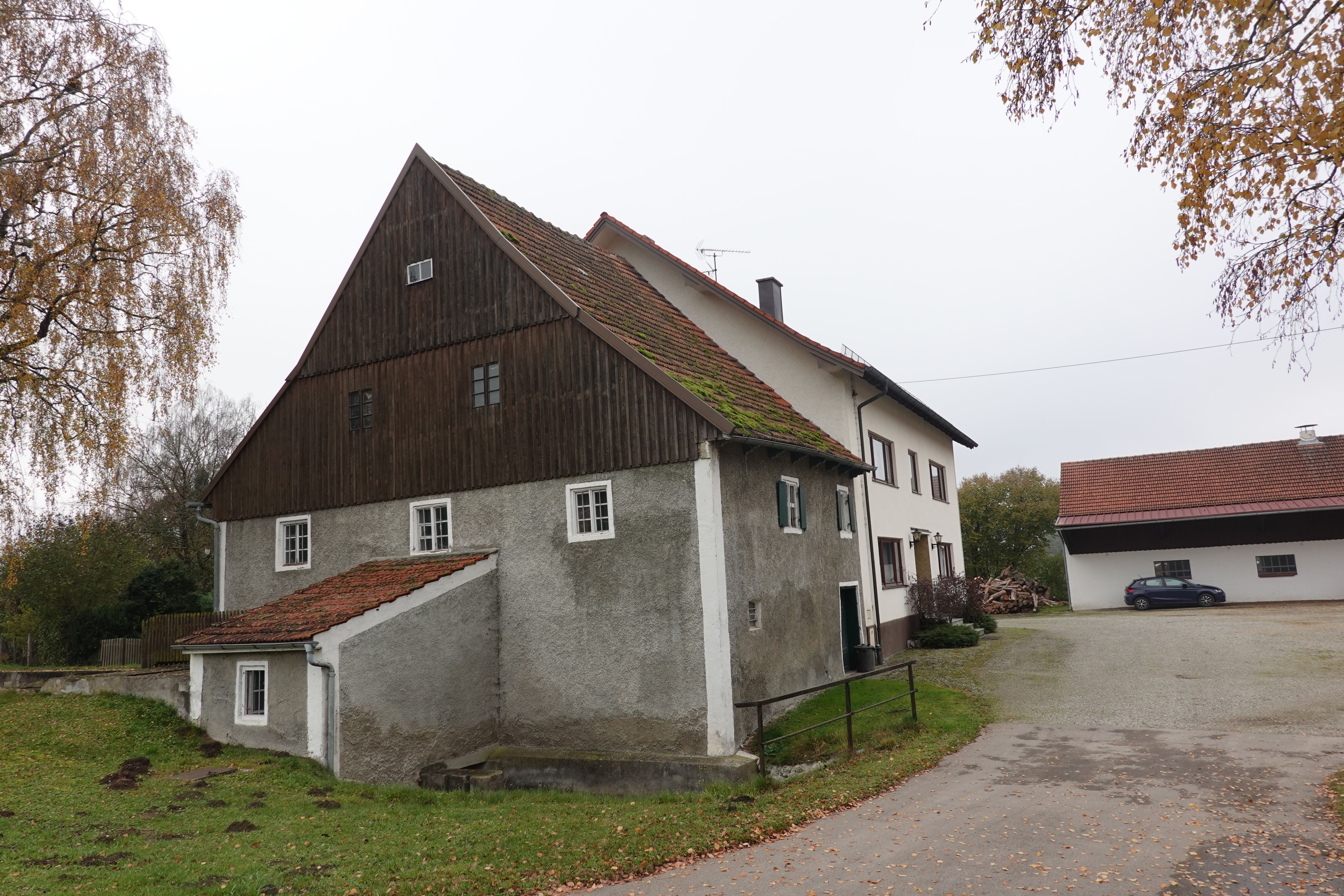
Ehemalige Wassermühle in Langwied, Zustand 2022.

Die Langwieder Mühle ist eine ehemalige Wassermühle im Ortsteil Langwied der Gemeinde Moorenweis (Oberbayern).
Sie wurde im 18. Jahrhundert an der Maisach errichtet. Der zweigeschossige Putzbau mit Satteldach ist unter der Nummer D-1-79-138-45 als Baudenkmal in die Bayerische Denkmalliste eingetragen.